# MØ
Karen Marie Aagaard Ørsted Andersen (pronunciación en danés: /ˈkɑːɑn mɑˈʁiˀə ˈɔːˀkɒˀ ˈɶɐ̯steð ˈɑnɐsn̩/) (Odense; 13 de agosto de 1988), conocida como MØ, (pronunciación en danés: /ˈmøˀ/ (escucharⓘ)) es una cantante y compositora danesa, que ganó fama en su país natal después de lanzar una serie de sencillos entre 2013 y 2014, que incluyó en su álbum debut No Mythologies to Follow (2014).  El disco ingresó en la número 2 del listado de álbumes danés y consiguió la certificación de oro por sus ventas altas. Su posterior ascenso a la fama a nivel mundial se dio en 2015, cuando participó como vocalista en el sencillo «Lean On», de Major Lazer con DJ Snake, que fue un éxito en la mayoría de las listas de popularidades, como Australia, Estados Unidos y Reino Unido. «Lean On» figuró como la quinta canción más vendida mundialmente en 2015. Su posterior colaboración con Major Lazer, «Cold Water» se convirtió en otro éxito comercial y en listas musicales en varios países.

## Biografía

### Infancia y comienzos artísticos
Karen Marie Ørsted nació el 13 de agosto de 1988 en Odense, Dinamarca, y se crio en la aldea de Ubberud, a las afueras de la ciudad. Fue la segunda hija del matrimonio conformado por Mette Ørsted, una maestra, y un psicólogo. Su hermano mayor, de nombre Kaspar, es un médico.
MØ no proviene de una familia de músicos, por lo que cuando tuvo sus aspiraciones de ser una estrella pop en los años 90, tuvo dificultades, debido a que no sabía a quien acudir para desarrollar sus habilidades artísticas. No obstante, la familia tenía un piano que había heredado y por coincidencia, uno de los mejores amigos de sus padres era músico; así, cuando este iba a visitarlos la enseñaba a tocar el instrumento. MØ también aprendió a tocar la guitarra en su niñez. Su pasión por la música nació a la edad de siete años con las Spice Girls, y se volvió una aficionada de Spice (1996), que obtuvo como regalo de cumpleaños, y sostiene que Spice fue el primer material discográfico con el que «realmente sintió que podía identificarse». Inspirada en la banda, realizó sus primeras composiciones, que describió como «canciones pop cursi», y el primer tema que escribió lo tituló «Because I Love You». Su fascinación por las Spice Girls también la motivó a integrar una banda con sus amigas de la escuela, y en ocasiones se quedaban después de clases para actuar en el salón música.

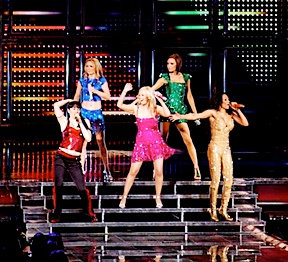
MØ se interesó en la música gracias a su afición por el grupo británico Spice Girls en los años 90.

En su adolescencia, dejó de escuchar pop y empezó a tocar en bandas de grunge. Luego su hermano la introdujo a escuchar música punk, al tiempo que además comenzó a frecuentar Café Zekés, una conocida cafetería en Odense que servía como sala de reuniones de política de izquierda, en los que tomó parte, al igual que en un grupo de activismo feminista. A partir de esa época, se fascinó con Black Flag y Sonic Youth, y su pasión por el punk, la política de izquierda y el feminismo, se vio muy reflejado en la música de su dúo de electropunk llamado MOR  que formó en 2007, a la edad de diecisiete años, con una amiga de nombre Josefine Struckmann Pedersen, a quien había conocido a los catorce cuando comenzó su lucha antifascista. Juntas realizaron pequeñas giras de conciertos por varios países de Europa. Pedersen afirma que la música era un medio eficaz para «mostrar su descontento a los partidos racistas» y que era algo «muy natural» de hacer para ellas. En agosto de 2009, el dúo publicó su primer disco de vinilo titulado Fisse i dit fjæs, mediante los sellos discográficos Luk Røven y Mastermind Records. Cerca de 2009, ingresaron a la Academia de Arte de Fiona  en Odense, donde se graduó en mayo de 2013. Antes de culminar su entrenamiento de cinco años, consiguió una pasantía gracias a un profesor de la escuela de arte, y fue a Nueva York junto con Pedersen a realizar sus prácticas con la productora JD Samson, que consistió en ayudar a la banda MEN, de Samson, con la mercadotecnia y producción de un disco EP. Ellas aprovecharon su estadía en Nueva York para hacer la mayor cantidad de espectáculos musicales posibles. Luego de haber culminado la pasantía, las artistas regresaron a su país natal en 2012, fecha en la que la banda se desintegró, después de haber lanzado su segundo EP Vanvidstimer en marzo de 2011.
MØ, después de conseguir una versión pirata de Logic con un novio, comenzó a hacer planes de lanzar una carrera como solista. En su dormitorio, empezó a realizar composiciones como «When I Saw His Cock», «Grease Me Up With Gravy Baby» y «A Piece of Music to Fuck to», inspirada en Peaches, Uffie y las artistas de rap danesas Lucy Love y Linkoban. Con el tiempo, comenzó a llevar a cabo presentaciones musicales en las sedes locales de punk, bajo el alter ego MØ, que adoptó en 2009, cuando ingresó en la escuela de arte. Cuenta que «trató de provocar todo lo posible», «para mi era una cosa súper política como la cultura juvenil ha enloquecido, así que me estaba expresando en este alter ego como una jovencita guarra, loca, demente. Creo que las personas estaban como, ¿Está siendo de verdad? ¿fuma marihuana? También sonaba como basura. Pero fue un momento». No obstante, aproximadamente en 2012, consiguió un mánager y este la vinculó con el productor Ronni Vindahl. Cuando Vindahl se dio cuenta de que, además de rapear, podía cantar, le sugirió grabar algunas voces para él, y juntos produjeron «Maiden», en la que según Vindahl, la intérprete «dejó de esconderse detrás del rap de un alter ego y mostró algo de verdadero sentimiento», haciendo alusión a las anteriores composiciones de MØ, comentarios que la misma artista reiteró en varias entrevistas. «Maiden»  se estrenó en YouTube en mayo de 2012 como el sencillo debut de la cantante, y después de ello, comenzó a llamar la atención de los medios de comunicación y críticos musicales daneses y extranjeros. En 2012, en medio de una entrevista con la revista DIY, comentó que quería hacer una colaboración con Major Lazer, por lo que un lector tuiteó a Diplo sobre el deseo de MØ, y este estuvo de acuerdo. Luego, los músicos se pusieron en contacto y se reunieron en un estudio de grabación en Ámsterdam, y realizaron su primera colaboración que titularon «XXX 88». Para 2013, Spotify la nombró como uno de los artistas revelación que causaría sensación durante referido año y posteriormente la volvió a incluir en el listado de 2014.

### Ascenso a la fama en su país natal
A principios de 2013, MØ firmó un contrato discográfico con RCA Victor, una filial de Sony, y durante ese año, tuvo un gran despliegue publicitario con el lanzamiento de una serie de sencillos, y también coescribió una canción con Avicii titulada «Dear Boy», incluida en True (2013), para la que además participó vocalmente, aunque sin créditos. En octubre de 2013, actuó como telonera de AlunaGeorge en una gira musical por Reino Unido, y en el mismo mes, publicó su primer EP Bikini Daze. En la ceremonia de los Gaffa-prisen 2013, celebrada a fines de año, recibió las distinciones artista femenina danesa del año y artista revelación danés del año, respectivamente. Durante 2013, la cantante tuvo notoriedad, pero no fue hasta inicios de 2014 que saltó al estrellato en su país natal con «Pilgrim», al obtener el puesto 11 de la lista de sencillos danesa.

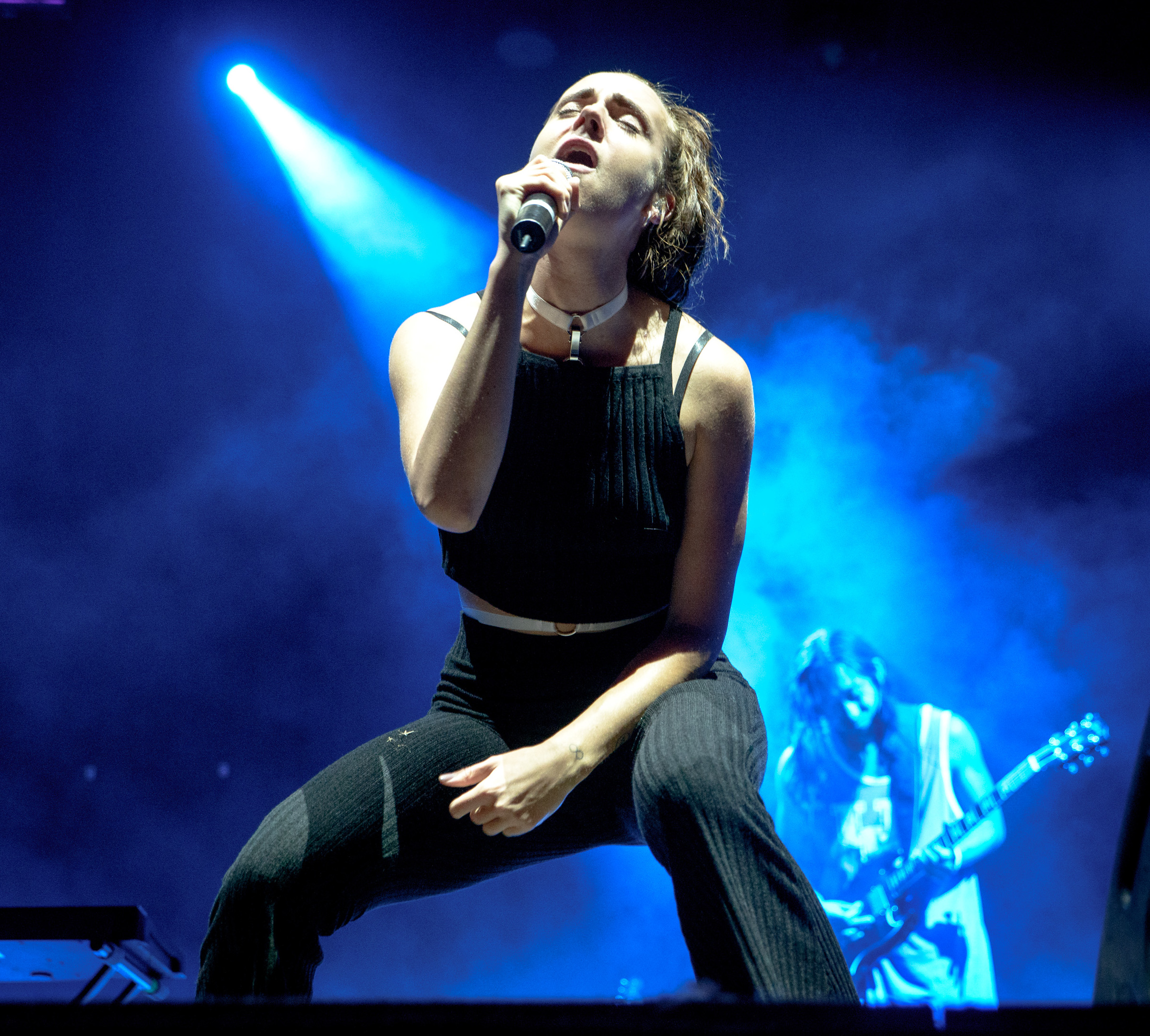
MØ en un espectáculo musical en Islandia en 2015.

Su primer álbum de estudio No Mythologies to Follow, salió a los mercados musicales el 10 de mayo de 2014; producido principalmente por Vindhal, y consta de «XXX 88», la primera colaboración de MØ con Diplo. No Mythologies to Follow entró en la posición 2 del listado de álbumes danés, donde recibió la cerificación de oro por parte de la IFPI de Dinamarca, que equivale a 10 000 ejemplares vendidos. «Don't Wanna Dance» y «Walk This Way», se publicaron como cortes del álbum y tuvieron notoriedad en el territorio danés al ingresar en las posiciones 25 y 33 del ranking de sencillos danés, respectivamente. Entre mediados de mayo y junio de 2014, se embarcó como acto de apertura del cantante Erik Hassle en una gira musical de catorce conciertos por América del Norte. A principios de junio de 2014, MØ hizo su debut en la televisión estadounidense en Jimmy Kimmel Live!, donde realizó una actuación musical de «Don't Wanna Dance» y «Pilgrim».
En octubre de 2014, MØ se embarcó en otra gira musical por el territorio estadounidense con más de veinte presentaciones. En ese entonces, colaboró en el tema «Beg for It» de Iggy Azalea, el cual salió a la venta el 24 de octubre como el sencillo líder de la reedició Reclassified. Un día después de la publicación de «Beg for It», Azalea y MØ hicieron su primera presentación en Saturday Night Live con dicho tema. En medio de la actuación musical, el micrófono de MØ tuvo problemas técnicos, por lo que fue destruida por los críticos musicales, entre ellos Antoinette Bueno, de Entertainment Tonight, quien lo consideró «uno de los momentos en vivo más vergonzosos de la historia reciente» de SNL. MØ en respuesta a la crítica, explicó que experimentó dificultades técnicas con su micrófono durante la presentación. MØ pensaba que quizá junto con Azalea lograría su ambición profesional de ser una estrella del pop, considerando que para ese entonces la rapera contaba con dos grandes éxitos mundiales, «Fancy» y «Black Widow», pero después de su pésima puesta en escena pensó que había arruinado su carrera musical. A pesar de que la crítica publicó que «Beg for It» fue un fracaso en comparación con los previos sencillos de Azalea, entró en el puesto 27 del ranking de éxitos Billboard Hot 100 y superó el millón de copias en Estados Unidos, al recibir la certificación de platino por la Recording Industry Association of America (RIAA). «Beg for It» le dio a MØ su primera canción entre lo treinta principales del Hot 100. En 2014, MØ también coescribió la canción «All My Love» de Major Lazer, para la que Ariana Grande prestó su voz. El tema se incluyó en la banda sonora The Hunger Games: Mockingjay, Part 1 (2014). Para fines de 2014, en los Danish Music Awards de 2014, se convirtió en la máxima ganadora de referida edición, al obtener los galardones álbum danés del año por No Mythologies to Follow, vídeo danés del año por «Walk This Way», solista danés del año y artista revelación danés del año, respectivamente. A su vez, en la ceremonia de los Gaffa-prisen, ganó cuatro premios, mejor artista femenina danesa, mejor éxito danés por «Don't Wanna Dance», mejor álbum danés y mejor lanzamiento pop del año No Mythologies to Follow respectivamente.

### Éxito internacional
Después de que Rihanna y Nicki Minaj rechazaron participar en un tema titulado «Lean On» de la banda Major Lazer, el productor Diplo sugirió a MØ prestar su voz para el tema que, además había coescrito. «Lean On» salió a la venta el 2 de marzo de 2015 como el sencillo principal del cuarto álbum de estudio de Major Lazer, Peace Is the Mission (2015). Para la promoción del tema, el grupo publicó un videoclip filmado en Bombay, que de acuerdo con Major Lazer es un homenaje a la gente de la India y la cultura hindú que flipó al grupo cuando estuvo de gira por dicho país. En el vídeo se ve a la artista, Major Lazer, DJ Snake y un conjunto de bailarines, realizando una serie de coreografías al estilo flanqueado inspirado en el Bollywood. Este generó mucha controversia, tras presentar de forma poco seria los símbolos culturales de la India, de acuerdo con el periodista El Hunt, de DIY, y a pesar de ello, el vídeo superó las mil millones de reproducciones en YouTube. Para fines de 2015, fue nombrada la canción más reproducida en la historia de Spotify y para principios de enero de 2016, superaba las 600 000 de descargas continuas. A su vez, «Lean On» fue un éxito total en muchos países, tanto en ventas como en listas de popularidad; alcanzó la número 1 en el listado de sencillos de Australia, Irlanda, Nueva Zelanda, Países Bajos y Dinamarca, por lo que se convirtió en el primer tema de MØ que entró en la primera posición en su país natal.
| Cuando Rihanna y Nicki Minaj rechazaron «Lean On», Diplo etiquetó la decisión de ambas como «una bendición disfrazada». «[MØ] suena mejor de lo que hubiera sonado cualquiera en esa grabación». —Diplo en una entrevista con la revista Time. |

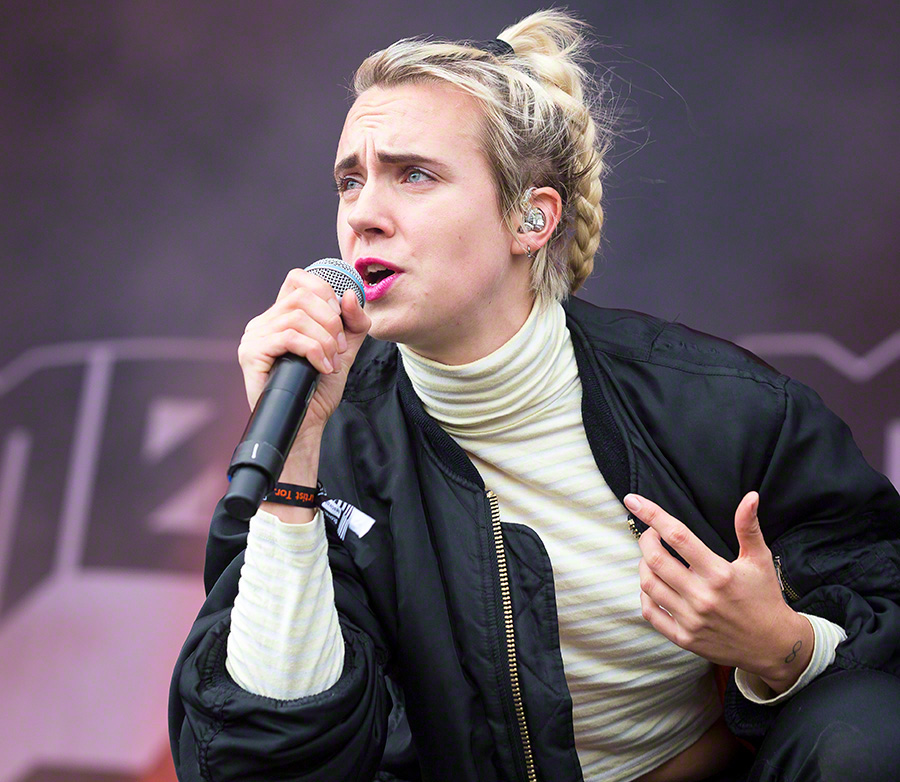
MØ en el festival Stavernfestivale en Noruega en 2016.

En Reino Unido, «Lean On» ingresó en la número 2 del ranking de sencillos británica, y en el informe de ventas de la Official Charts Company en 2015, apareció como la séptima más vendida del año. Para febrero de 2016, «Lean On» superaba el 1.2 millón de unidades vendidos en Reino Unido, por lo que consiguió la certificación discográfica de doble platino por la British Phonographic Industry (BPI). Por otro lado, en Estados Unidos entró en la número 4 del Hot 100 Billboard, por lo que se convirtió en el primer tema de MØ que entró en las diez principales de referido listado de éxitos y por otro lado pasó a ser el quinto artista de origen danés que obtuvo un sencillo entre las diez mejores posiciones del Hot 100, detrás de Jørgen Ingmann, con «Apache» en 1961, Bent Fabricius-Bjerre, con «Alley Cat» en 1962, White Lion, con «When the Children Cry» en 1988, y Aqua, con «Barbie Girl» en 1997, respectivamente. Asimismo, en la lista Dance/Electronic Songs, de Billboard, perduró veintitrés semanas en la posición número 1, por lo que pasó a ser una de las canciones con la más larga duración en dicho listado musical. «Lean On» recibió la certificación discográfica de cuádruple platino en Estados Unidos por la Recording Industry Association of America (RIAA), por ventas estimadas de cuatro millones de copias. De acuerdo con la IFPI, «Lean On» fue la quinta canción más vendida de 2015 en todo el mundo por 13.1 millones de copias.
En NRJ Music Awards 2015, celebrados en noviembre en Francia, los artistas realizaron una presentación de «Lean On», y estuvieron nominados a la canción internacional del año y vídeo del año. Por otra parte, en los MTV Video Music Awards de 2015 optó a la canción del verano, en los MTV Europe Music Awards de 2015 como mejor canción y en los BBC Music Awards 2015 como canción del año, respectivamente. Para los Danish Music Awards de 2015, fu candidata a la artista danés en vivo del año y éxito internacional del año por su colaboración «Lean On». En 2016, «Lean On» ganó el galardón a la mejor canción dance/electrónica en los Billboard Music Awards.
A principios de octubre de 2015, MØ anunció que el primer sencillo de su segundo álbum de estudio, «Kamikaze», producido por Diplo, sería puesto en los mercados musicales el 15 del mismo mes. Y alcanzó el puesto dieciséis entre las veinte principales de la lista de sencillos danesa. La artista posteriormente en marzo de 2016, estrenó el segundo corte del disco, titulado «Final Song», que coescribió con Noonie Bao y MNEK, y producida por este último. Según MØ, es una canción que habla sobre «volver a conectar con tu fuerza interior. Con tu brillo interior, pasión, espíritu animal [...] la fuerza que nos hace seguir adelante y hacer lo que nos gusta». «Final Song» pasó a ser su primer éxito internacional como artista principal, tras obtener posiciones favorables en varias listas de popularidad, como la de Reino Unido, donde se convirtió en el primer sencillo de MØ que ingresó a las veinte principales del listado musical británico, al ubicarse en la número catorce. En marzo, la artista también anunció una gira de otoño que comienza en octubre y culmina para finales de diciembre de 2016, cuenta con fechas en Europa y América del Norte. Asimismo, entre abril y septiembre de 2016, llevará a cabo una serie actuaciones en festivales como el Coachella, Glastonbury, Roskilde, Rock Werchter, WayHome, Lovebox, Summer Sonic y el Bestival, entre otros.
El 22 de julio de 2016, Major Lazer lanzó «Cold Water», que cuenta con la participación vocal de Justin Bieber y MØ. El éxito comercial y en ránquines de popularidad de «Cold Water» resultó positivo, al situarse en la posición número uno en las listas musicales de trece países, incluyendo Reino Unido, por lo que se convirtió en primer sencillo número uno de MØ, y pasó a ser la cuarta artista de Dinamarca que obtuvo la número uno en Reino Unido. A su vez, marcó un hito en la industria musical británica, al ser la segunda artistas de origen danés que alcanzó la primera posición del listado de sencillo británica en un mismo año, luego de Lukas Graham con su éxito internacional «7 Years». En total el pasó cinco semanas en la números uno de sencillos británica y por sus altas ventas en referido país fue certificado oro por la BPI. En el continente oceánico también tuvo notoriedad, y dio a MØ su segundo número uno en la lista de sencillos de Australia. Por otro lado, en Estados Unidos se convirtió en su segundo sencillo de la artista que entró a las diez principales del Billboard Hot 100, al obtener el puesto número dos.

## Influencias
Relata que ha sido inspirada por muchas cosas a lo largo de su vida. Cuando niña, era una aficionada a las Spice Girls y a otros músicos y bandas de pop como Cher y Vengaboys. Luego en su adolescencia era una fanática de Black Flag, Sonic Youth, Nirvana, Smashing Pumpkins y The Clash, y alrededor de los diecinueve años se interesó en el rap y la electrónica, escuchando artistas como M.I.A., Santigold, entre otras. Aparte de los artistas antes mencionados, afirma que los siguientes Yeah Yeah Yeahs, Major Lazer, Santigold, J Dilla, Twin Shadow, Little Dragon y Lykke Li también se encuentran entre sus influencias musicales.
Según MØ, la cantante Peaches, a quien considera uno de sus ídolos musicales, fue la inspiró el rap de su alter ego. Además alega que la «enseñó a decir malas palabras y ser vulgar en frente de otras personas». Asimismo, elogia a Kim Gordon y la describe como su «más grande icono de estilo». Cuenta que trata de no escuchar mucha música para no ser demasiado influenciada en ello. Sin embargo, afirma que de vez en cuando escucha algunos de sus artistas favoritos. Para ella, una combinación entre Ray Charles, Kim Gordon y Karen O crearían su vocalista favorito de todos los tiempos.

## Discografía

### Álbumes

#### Álbumes de estudio
| Año  | Álbum                                              | Posicionamiento en listas | Posicionamiento en listas | Posicionamiento en listas | Posicionamiento en listas | Posicionamiento en listas | Posicionamiento en listas | Certificaciones |
| Año  | Álbum                                              | DIN                       | BEL (FLA)                 | BEL (VA)                  | FRA                       | IRL                       | UK                        | Certificaciones |
| ---- | -------------------------------------------------- | ------------------------- | ------------------------- | ------------------------- | ------------------------- | ------------------------- | ------------------------- | --------------- |
| 2014 | No Mythologies to Follow - Lanzamiento: 7 de marzo | 2                         | 107                       | 83                        | 161                       | 76                        | 58                        | - DIN: Platino  |
| 2018 | Forever Neverland - Lanzamiento: 19 de octubre     | 1                         | 191                       | 158                       | —                         | —                         | —                         | DIN: Oro        |
| 2022 | Motordrome - Lanzamiento: 28 de enero              | 9                         | —                         | —                         | —                         | —                         | —                         |                 |
| 2025 | Plæygirl                                           |                           |                           |                           |                           |                           |                           |                 |

### Sencillos

#### Como artista principal
| Año | Sencillo                              | Posiciones en listas | Posiciones en listas | Posiciones en listas | Posiciones en listas | Posiciones en listas | Posiciones en listas | Posiciones en listas | Posiciones en listas | Posiciones en listas | Certificaciones                                                                                   | Álbum                                          |
| Año | Sencillo                              | DIN                  | ALE                  | AUS                  | BEL (FLA)            | ITA                  | NOR                  | NZ                   | UK                   | SUE                  | Certificaciones                                                                                   | Álbum                                          |
| 2013 | «Glass»                               | —                    | —                    | —                    | —                    | —                    | —                    | —                    | —                    | —                    |                                                                                                   | No Mythologies to Follow                       |
| 2013 | «Pilgrim»                             | 11                   | —                    | —                    | —                    | —                    | —                    | —                    | —                    | —                    | - DIN: Platino                                                                                    | No Mythologies to Follow                       |
| 2013 | «Waste of Time»                       | —                    | —                    | —                    | —                    | —                    | —                    | —                    | —                    | —                    |                                                                                                   | No Mythologies to Follow                       |
| 2013 | «XXX 88» (con Diplo)                  | —                    | —                    | —                    | —                    | —                    | —                    | —                    | —                    | —                    |                                                                                                   | No Mythologies to Follow                       |
| 2014 | «Don't Wanna Dance»                   | 25                   | —                    | —                    | —                    | —                    | —                    | —                    | —                    | —                    | - DIN: Oro                                                                                        | No Mythologies to Follow                       |
| 2014 | «Walk This Way»                       | 33                   | —                    | —                    | —                    | —                    | —                    | —                    | 170                  | —                    |                                                                                                   | No Mythologies to Follow                       |
| 2015 | «Kamikaze»                            | 16                   | —                    | 91                   | 30                   | —                    | —                    | —                    | 183                  | —                    | - DIN: Platino                                                                                    | Forever Neverland                              |
| 2016 | «Final Song»                          | 4                    | 16                   | 12                   | 37                   | 38                   | 9                    | 20                   | 14                   | 42                   | - ALE: Platino - AUS: 2× Platino - DIN: Platino - ITA: Platino - NZ: Oro - UK: Oro - SUE: Platino | Forever Neverland                              |
| 2016 | «Drum»                                | —                    | —                    | —                    | 21                   | —                    | 48                   | 119                  | —                    | —                    |                                                                                                   | Sin álbum                                      |
| 2017 | «Don't Leave» (con Snakehips)         | —                    | 92                   | 45                   | 12                   | 22                   | 41                   | 33                   | 78                   | —                    | - AUS: 2× Platino - DIN: Oro - UK: Plata - NZ: Oro                                                | Sin álbum                                      |
| 2017 | «Nights with You»                     | 21                   | —                    | 73                   | —                    | —                    | —                    | —                    | —                    | 97                   | - AUS: Oro - DIN: Oro                                                                             | Forever Neverland                              |
| 2017 | «When I Was Young»                    | —                    | —                    | —                    | —                    | 37                   | —                    | —                    | —                    | —                    |                                                                                                   | When I Was Young                               |
| 2018 | «Nostalgia»                           | —                    | —                    | —                    | —                    | —                    | —                    | —                    | —                    | —                    |                                                                                                   | Forever Neverland                              |
| 2018 | «Sun in Our Eyes» (con Diplo)         | 36                   | —                    | —                    | —                    | —                    | —                    | —                    | —                    | —                    | - AUS: Oro - DIN: Oro                                                                             | Forever Neverland                              |
| 2018 | «Blur» (solo o con Foster the People) | —                    | —                    | —                    | —                    | —                    | —                    | —                    | —                    | —                    |                                                                                                   | Forever Neverland                              |
| 2019 | «Bullet with Butterfly Wings»         | —                    | —                    | —                    | —                    | —                    | —                    | —                    | —                    | —                    |                                                                                                   | Sin álbum                                      |
| 2021 | «Live to Survive»                     | —                    | —                    | —                    | —                    | —                    | —                    | —                    | —                    | —                    | * DIN: Oro                                                                                        | Motordrome                                     |
| 2021 | «Kidness»                             | —                    | —                    | —                    | —                    | —                    | —                    | —                    | —                    | —                    |                                                                                                   | Motordrome                                     |
| 2021 | «Brad Pitt»                           | —                    | —                    | —                    | —                    | —                    | —                    | —                    | —                    | —                    |                                                                                                   | Motordrome                                     |
| 2021 | «Goosebumps»                          | —                    | —                    | —                    | —                    | —                    | —                    | —                    | —                    | —                    |                                                                                                   | Motordrome                                     |
| 2022 | «New Moon»                            | —                    | —                    | —                    | —                    | —                    | —                    | —                    | —                    | —                    |                                                                                                   | Motordrome                                     |
| 2022 | << True romance                       |                      |                      |                      |                      |                      |                      |                      |                      |                      |                                                                                                   | Motordrome (dødsdrom edition)                  |
| 2022 | spaceman                              |                      |                      |                      |                      |                      |                      |                      |                      |                      |                                                                                                   | Motordrome (dødsdrom edition)                  |
| 2024 | Fake chanel                           |                      |                      |                      |                      |                      |                      |                      |                      |                      |                                                                                                   | No mythologies to follow (10 years aniversary) |
| 2024 | Who Said                              |                      |                      |                      |                      |                      |                      |                      |                      |                      |                                                                                                   |                                                |
| 2024 | Wake Me up                            |                      |                      |                      |                      |                      |                      |                      |                      |                      |                                                                                                   |                                                |
| 2025 | Sweet                                 |                      |                      |                      |                      |                      |                      |                      |                      |                      |                                                                                                   |                                                |
| 2025 | Keep møving                           |                      |                      |                      |                      |                      |                      |                      |                      |                      |                                                                                                   |                                                |
| «—» indica que el sencillo no fue lanzado o no se posicionó en ese territorio, o bien, no recibió ninguna certificación. |                                       |                      |                      |                      |                      |                      |                      |                      |                      |                      |                                                                                                   |                                                |

#### Como artista invitada
| 2014 | «One More» (Elliphant con MØ)                     | — | —  | — | —  | — | —  | — | — | — | —   | — | | Living Life Golden              |
| 2014 | «Beg for It» (Iggy Azalea con MØ)                 | — | 29 | — | 44 | — | 27 | — | — | — | 111 | — | - US: Platino | Reclassified                    |
| 2015 | «Lean On» (Major Lazer y DJ Snake con MØ)         | 4 | 1  | 2 | 3  | 1 | 4  | 3 | 3 | 1 | 2   | 2 | - ALE: 3× Oro - AUS: 6× Platino - BEL: 2× Platino - CAN: 2× Platino - DIN: 4× Platino - US: 4× Platino - ITA: 6× Platino - NOR: 3× Platino - 4× Platino - 2× Platino - SUE: 6× Platino | Peace Is the Mission            |
| 2015 | «Lost» (Major Lazer con MØ)                       | — | —  | — | —  | — | —  | — | — | — | —   | — | | Peace Is the Mission (Extended) |
| 2016 | «Cold Water» (Major Lazer con Justin Bieber y MØ) | 2 | 1  | 4 | 1  | 2 | 2  | 1 | 1 | 1 | 1   | 1 | - AUS: 3× Platino - BEL: Platino - CAN: 3× Platino - DIN: 2× Platino - US: 2× Platino - ITA: 3× Platino - NZ: 2× Platino - UK: Platino                                                 | Music Is the Weapon             |
| «—» indica que el sencillo no fue lanzado o no se posicionó en ese territorio, o bien, no recibió ninguna certificación. |                                                   |   |    |   |    |   |    |   |   |   |     |   | |                                 |

## Giras musicales
Telonera
- Body Music tour (2013) de AlunaGeorge

## Premios y nominaciones
| Año  | Premiación                       | Categoría                         | Nominado                                                | Resultado | Ref.    |
| ---- | -------------------------------- | --------------------------------- | ------------------------------------------------------- | --------- | ------- |
| 2013 | Rober awards music poll          | mejor EP                          | bikini daze                                             | Nominado  |         |
| 2013 | Gaffa-prisen                     | Artista femenina danesa del año   | MØ                                                      | Ganadora  | [ 20 ]  |
| 2013 | Gaffa-prisen                     | Artista revelación danés del año  | MØ                                                      | Ganadora  | [ 20 ]  |
| 2014 | Danish Music Awards              | Solista danés del año             | MØ                                                      | Ganadora  | [ 29 ]  |
| 2014 | Danish Music Awards              | Artista revelación danés del año  | MØ                                                      | Ganadora  | [ 29 ]  |
| 2014 | Danish Music Awards              | Vídeo danés del año               | «Walk This Way»                                         | Ganador   | [ 29 ]  |
| 2014 | Danish Music Awards              | Álbum danés del año               | No Mythologies to Follow                                | Ganador   | [ 29 ]  |
| 2014 | Nordic music prize               | premio a la musica nordica        | No Mythologies to Follow                                | Nominado  |         |
| 2014 | Gaffa-prisen                     | Mejor álbum danés                 | No Mythologies to Follow                                | Ganador   | [ 30 ]  |
| 2014 | Gaffa-prisen                     | Mejor lanzamiento pop del año     | No Mythologies to Follow                                | Ganador   | [ 30 ]  |
| 2014 | Gaffa-prisen                     | Mejor éxito danés                 | «Don't Wanna Dance»                                     | Ganador   | [ 30 ]  |
| 2014 | Gaffa-prisen                     | Mejor artista femenina danesa     | MØ                                                      | Ganadora  | [ 30 ]  |
| 2014 | Årets Steppeulv Awards           | year live name                    | MØ                                                      | Ganadora  |         |
| 2015 | MTV Video Music Awards           | Canción del verano                | «Lean On» (Major Lazer con DJ Snake y MØ)               | Nominada  | [ 46 ]  |
| 2015 | MTV Europe Music Awards          | Mejor canción                     | «Lean On» (Major Lazer con DJ Snake y MØ)               | Nominada  | [ 47 ]  |
| 2015 | Gaffa-prisen                     | Mejor éxito internacional         | «Lean On» (Major Lazer con DJ Snake y MØ)               | Ganador   | [ 104 ] |
| 2015 | BBC Music Awards                 | Canción del año                   | «Lean On» (Major Lazer con DJ Snake y MØ)               | Nominada  | [ 48 ]  |
| 2015 | NRJ Music Awards                 | Canción internacional del año     | «Lean On» (Major Lazer con DJ Snake y MØ)               | Nominada  | [ 45 ]  |
| 2015 | NRJ Music Awards                 | Vídeo del año                     | «Lean On» (Major Lazer con DJ Snake y MØ)               | Nominado  | [ 45 ]  |
| 2015 | Danish Music Awards              | Éxito internacional del año       | «Lean On» (Major Lazer con DJ Snake y MØ)               | Nominada  | [ 49 ]  |
| 2015 | Danish Music Awards              | Artista danés en vivo del año     | MØ                                                      | Nominada  | [ 49 ]  |
| 2015 | European border breakers awards  | artista emergente                 | MØ                                                      | Ganadora  |         |
| 2015 | Årets Steppeulv Awards           | compositor del año                | MØ(compartido con ronni vindahl)                        | Ganadora  |         |
| 2015 | Årets Steppeulv Awards           | album del año                     | No Mythologies to follow                                | Ganadora  |         |
| 2016 | Uk music video awards            | Mejor video pop intermacional     | Kamikaze                                                | Nominado  |         |
| 2016 | Billboard Music Awards           | Mejor canción dance/electrónica   | «Lean On» (Major Lazer con DJ Snake y MØ)               | Ganadora  | [ 51 ]  |
| 2016 | iHeartRadio Music Awards         | Canción dance del año             | «Lean On» (Major Lazer con DJ Snake y MØ)               | Nominado  | [ 105 ] |
| 2016 | International dance music awards | mejor canción dance comercial     | «Lean On» (Major Lazer con DJ Snake y MØ)               | Ganadora  |         |
| 2016 | International dance music awards | mejor colaboración vocal          | «Lean On» (Major Lazer con DJ Snake y MØ)               | Nominado  |         |
| 2016 | Danish Music Awards              | éxito danes                       | Final Song                                              | Nominado  |         |
| 2016 | Danish Music Awards              | video musical danes               | Final Song                                              | Ganadora  |         |
| 2016 | Danish Music Awards              | compositor danes                  | MØ                                                      | Nominado  |         |
| 2016 | ZULU awards                      | Mejor artista femenina            | MØ                                                      | Ganadora  |         |
| 2016 | Gaffa prissen                    | Mejor artista femenina danesa     | MØ                                                      | Ganadora  |         |
| 2016 | MTV video music awards           | Canción del verano                | Cold water                                              | Nominado  |         |
| 2016 | MTV europe music awards          | Mejor artista danes               | MØ                                                      | Nominado  |         |
| 2017 | MTV europe music awards          | Mejor artista danes               | MØ                                                      | Nominado  |         |
| 2017 | MTV Video Music Awards           | Mejor video dance                 | Cold Water (major lazer ft justin bieber , MØ)          | Nominado  |         |
| 2017 | Radio Disney Music Awards        | Mejor pista de baile              | Cold Water (major lazer ft justin bieber , MØ)          | Nominado  |         |
| 2017 | Electronic dance music awards    | sencillo del año                  | Cold Water (major lazer ft justin bieber , MØ)          | Ganadora  |         |
| 2017 | Electronic dance music awards    | mejor edición de radio extendida  | Cold Water (major lazer ft justin bieber , MØ)          | Nominado  |         |
| 2017 | Electronic dance music awards    | mejor banger                      | Cold Water remix dark intensity                         | Nominado  |         |
| 2017 | Electronic dance music awards    | mejor subida - bajada             | Cold Water remix dark intensity                         | Nominado  |         |
| 2017 | Electronic dance music awards    | mejor colaboración de remix       | Cold Water remix by The Scene Kings, DJ Scene and Diggz | Ganadora  |         |
| 2017 | WDM radio awards                 | mejor track global                | Cold Water                                              | Nominado  |         |
| 2017 | WDM radio awards                 | mejor vocalista electrónico       | MØ                                                      | Nominado  |         |
| 2017 | Gaymusic awards                  | mejor video musical danes         | Nights with you                                         | Nominado  |         |
| 2019 | Danish Music Awards              | Artista solista danes             | MØ                                                      | Nominado  |         |
| 2019 | Danish Music Awards              | compositor danes                  | MØ                                                      | Ganadora  |         |
| 2019 | Danish Music Awards              | album danes del año               | Forever Neverland                                       | Nominado  |         |
| 2019 | Gaffa prissen                    | mejor album danes                 | Forever Neverland                                       | Nominado  |         |
| 2019 | Gaffa prissen                    | mejor album pop danes             | Forever Neverland                                       | Nominado  |         |
| 2019 | Gaffa prissen                    | mejor éxito danes                 | Blur                                                    | Nominado  |         |
| 2019 | Gaffa prissen                    | Mejor artista femenina danesa     | MØ                                                      | Nominado  |         |
| 2019 | Gaffa prissen                    | mejor actuación en directo danesa | MØ                                                      | Nominado  |         |
| 2019 | Sweden Gaffa awards              | mejor artista solista extranjero  | MØ                                                      | Nominado  |         |
| 2019 | Rober awards music poll          | artista que llena el piso del año | 3AM pull up (charli xcx ft MØ)                          | Nominado  |         |
| 2021 | Danish music awards              | danish songwriter                 | Live to survive                                         | Nominado  |         |
| 2022 | Gaffa prissen                    | mejor éxito danes                 | Live to survive                                         | Nominado  |         |
| 2022 | Gaffa prissen                    | mejor actuación en vivo           | MØ                                                      | Nominado  |         |
| 2022 | MTV europe music awards          | Mejor artista nordico             | MØ                                                      | Nominado  |         |
| 2022 | Danish music awards              | compositor danes                  | MØ (motordrome)                                         | Ganadora  |         |
| 2022 | Danish music awards              | album danes                       | Motordrome                                              | Nominado  |         |
| 2024 | Danish music awards              | premio de honor                   | MØ                                                      | Ganadora  |         |
|      |                                  |                                   |                                                         |           |         |